# Neivamyrmex postcarinatus
Neivamyrmex postcarinatus es una especie de hormiga guerrera del género Neivamyrmex, subfamilia Dorylinae. 

## Distribución
Esta especie se encuentra en Bolivia, Costa Rica y Panamá.